# ایستابوگا (آلاباما)
ایستابوگا (به انگلیسی: Eastaboga) یک منطقهٔ مسکونی در ایالات متحده آمریکا است که در آلاباما واقع شده‌است. ایستابوگا ۱۷۸٫۹۲ متر بالاتر از سطح دریا واقع شده‌است.